# Suzanne Corkin
Suzanne Corkin (Hartford, 18 de mayo de 1937 - Danvers, 24 de mayo de 2016) fue profesora estadounidense de neurociencia en el Departamento de Ciencias Cerebrales y Cognitivas del Instituto de Tecnología de Massachusetts (MIT). Fue una destacada académica en neuropsicología y neurociencia cognitiva. Destacó sobre todo por su investigación sobre la memoria humana, que estudió en pacientes con la enfermedad de Alzheimer, enfermedad de Parkinson y amnesia. Estudió en particular el caso de Henry Molaison desde 1962 a 2008 y lo relató en el libro  Permanent Present Tense: The Unforgettable Life of the Amnesic Patient, H.M. (2013).

## Biografía
Suzanne Corkin nació Suzanne Janet Hammond en Hartford, Connecticut, hija única de Lester y Mabelle Dowling Hammond. Estudió psicología en el Smith College en Massachusetts y obtuvo un doctorado en la Universidad McGill en Montreal, Canadá, supervisada por Brenda Milner. Estudió a Henry Molaison, quien había sufrido una severa pérdida de memoria como resultado de una cirugía cerebral por ataques epilépticos no controlados. Corkin lo conoció en 1962 y probó su memoria en relación con su sentido del tacto Función somestésica después del daño cerebral focal, que se convirtió en el tema de su doctorado.

## Trayectoria profesional
Tras su doctorado, en 1964 se trasladó al Instituto de Tecnología de Massachusetts (MIT) de EE. UU., al laboratorio de Hans-Lukas Teuber. En 1977, cuando falleció Teuber, Corkin se convirtió en la directora del laboratorio de neuropsicología humana y, en 1981, se convirtió en profesora universitaria vitalicia. 
Corkin dirigió el Laboratorio de Neurociencia del Comportamiento, haciendo contribuciones fundamentales en neurociencia cognitiva, para aclarar los déficits de memoria que surgen en la enfermedad de Parkinson, la enfermedad de Alzheimer, y el papel del lóbulo temporal medial en la recuperación de recuerdos remotos. 
Fue de las primeras persona en adoptar los métodos de neuroimagen humana para dilucidar las bases neuronales de las diferentes formas de memoria humana y de los cambios relacionados con la edad y la enfermedad en las redes de memoria. Ella utilizó métodos de resonancia magnética funcional y estructural. Algunas de las últimas publicaciones de su laboratorio han dado a conocer los beneficios de un método de resonancia magnética estructural multiespectral para medir los volúmenes de la sustancia negra y el prosencéfalo basal en pacientes con enfermedad de Parkinson (Ziegler y Corkin, 2013; Ziegler et al., 2013). 
Corkin continuó trabajando con el paciente amnésico H.M., protegiendo su identidad hasta su muerte en 2008, momento en el cual se reveló que su identidad era Henry Molaison. Contó la historia Henry en su libro de 2013, Permanent Present Tense (Atrapado en un eterno presente).
Fue reconocida por su defensa de las mujeres y las minorías en la ciencia. Publicó más de 150 artículos de investigación y fue autora o coautora de 10 libros. Durante su tiempo en el MIT, fue asesora de primer año durante 17 años y sirvió en varios comités de institutos y departamentos.  
Se casó con Charles Corkin y se divorció. Tuvo tres hijos: Damon, J. Zachary y Jocelyn Corkin. Murió de cáncer de hígado en Danvers, Massachusetts, el 24 de mayo de 2016, seis días después de cumplir 79 años.

## Publicaciones y premios
Recibió numerosos premios por su investigación, incluido un premio MERIT de los Institutos Nacionales de Salud y the Baltes Distinguished Research Achievement Award de American Psychological Association, Division on Aging. En 2011 recibió the Brain and Cognitive Sciences Undergraduate Advising Award del MIT.

## Artículo controversia delNew York Times
Un artículo del 7 de agosto de 2016 en el New York Times de Luke Dittrich cuestionó la ética de Suzanne Corkin en sus investigaciones sobre Henry Molaison. Este informe sugirió que ella ocultó que H.M. tenía una lesión del lóbulo frontal preexistente; no localizó al pariente vivo genéticamente más cercano para obtener el consentimiento (los procedimientos legales en su lugar designaron a un pariente lejano como tutor); según Dittrich, también hizo desaparecer material original y datos no publicados que hubieran llevado a otras conclusiones sobre H.M.
Cientos de neurocientíficos firmaron una carta sugiriendo que el artículo de Dittrich era parcial y engañoso y, desde agosto de 2016, sigue habiendo declaraciones de ida y vuelta publicadas por el MIT y Dittrich. Como las tensiones entre Dittrich y Corkin eran conocidas, algunos críticos han calificado el libro de Dittrich como una venganza personal. Sin embargo, otros opinaron favorablemente sobre su libro Patient HM: A Story of Memory, Madness, and Secrets Family.